# Whitesburg (Georgia)
Whitesburg – miasto w Stanach Zjednoczonych, w stanie Georgia, w hrabstwie Carroll.